# Javi Mula
Pour les articles homonymes, voir Mula.
 (décembre 2011).
Si vous disposez d'ouvrages ou d'articles de référence ou si vous connaissez des sites web de qualité traitant du thème abordé ici, merci de compléter l'article en donnant les références utiles à sa vérifiabilité et en les liant à la section « Notes et références ».
Javi Mula est un disc jockey et un compositeur de musique électronique espagnol connu pour son morceau Come On, arrivé numéro 1 en Europe[réf. souhaitée]. Il est également l'auteur des morceaux « Kingsize Hearts » avec Juan Magán et « Sexy Lady » avec DJ Disciple.

## Discographie
- 2009 : Come On
- 2010 : Sexy Lady (feat. DJ Disciple)
- 2010 : Hurry Up
- 2011 : Kingsize Heart